# Otgonbayar Ershuu

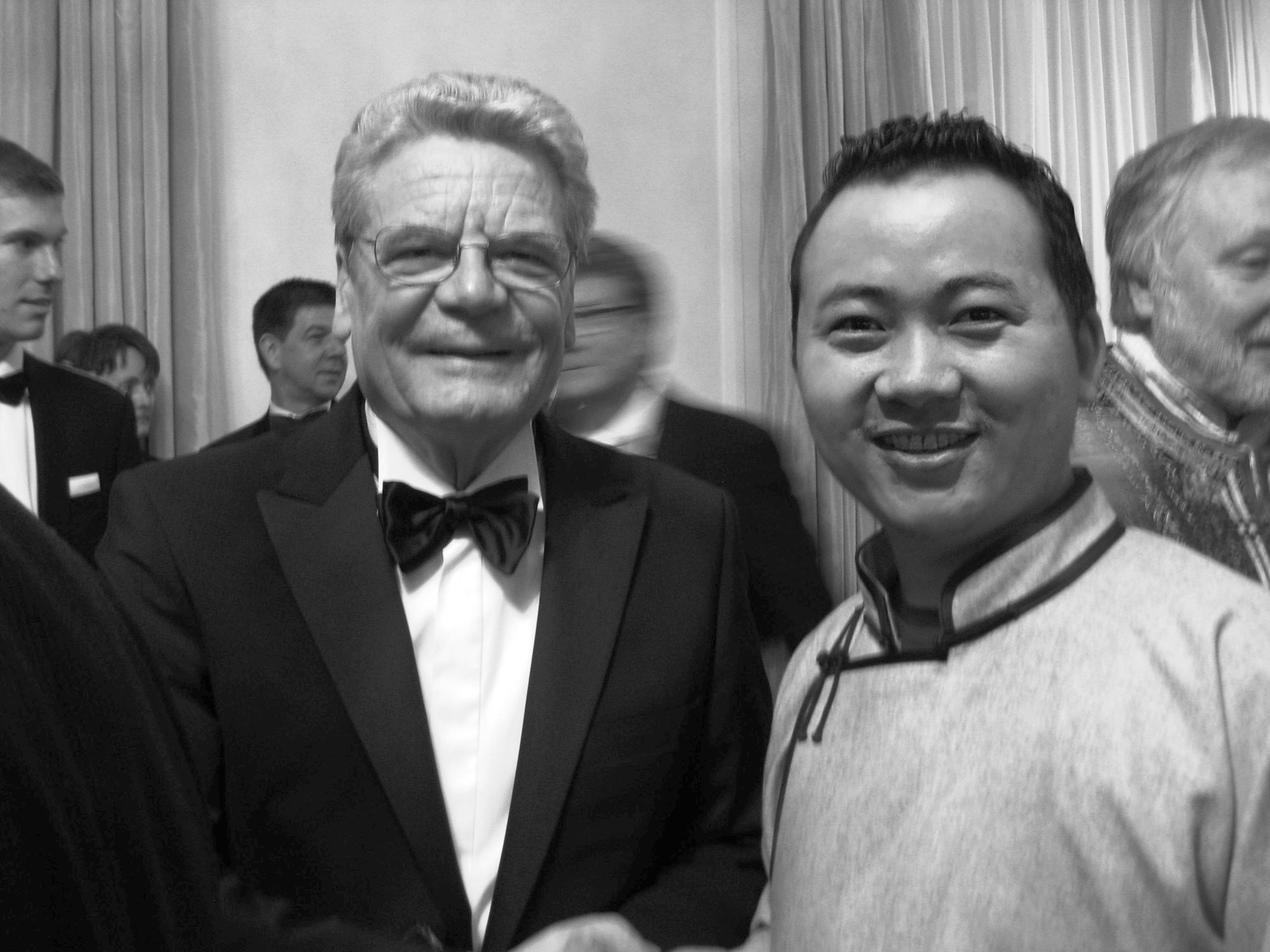
Joachim Gauck, Presidente de Alemania y Otgonbayar Ershuu, Palacio de Bellevue, 2012

Otgonbayar Ershuu  (en mongol: Эршүүгийн Отгонбаяр) (Ulán Bator; 18 de enero de 1981) es un pintor mongol. Su nombre de artista es OTGO.

## Biografía
Creció con 7 hermanos y un hermano adoptivo. La pintura le fascinó desde su juventud. Su talento fue reconocido y a la edad de 15 años tenía su propia exposición. Ershuu studió la pintura tradicional mongola en Ulán Bator en 1998. Durante su estudio en la universidad, Ershuu pintó casi cuatrocientos cuadros. Después del estudio tomó parte como pintor y restaurador en varias expediciones en sitios históricos de Mongolia. En el monasterio budista lamaista estudió diferentes métodos y la iconografía de la pintura miniatura, así como sus fondos espirituales. Desde 1998 vive como artista libre. En su creación pertenecen junto a trabajos artísticos libres seiscientos cuadros de investigación.
Ershuu vive desde 2005 en Berlín. De 2007 a 2010 estudió en el instituto de arte en relación con la facultad de educación de la Universidad de las Artes de Berlín y acabó su estudio en 2010 como Maestro de Arte. Desde 2001 pone Otgonbayar Ershuu sus obras en exposiciones Internacionales en Japón, Suecia, Francia, Países Bajos, India, Chequia, Suiza, Alemania y Mongolia.

## Filmografía
- 2010: ZURAG - una película sobre Otgonbayar Ershuu. Alemania/Mongolia, una película de Tobias Wulff.[2]
- 2012: HUN -Otgo, Hosoo, Transmongolia (Documentación de arte) Alemania, una película de Dave Lojek.[3]

## Pintura
- 2012: HUN (personas) pintura[4]

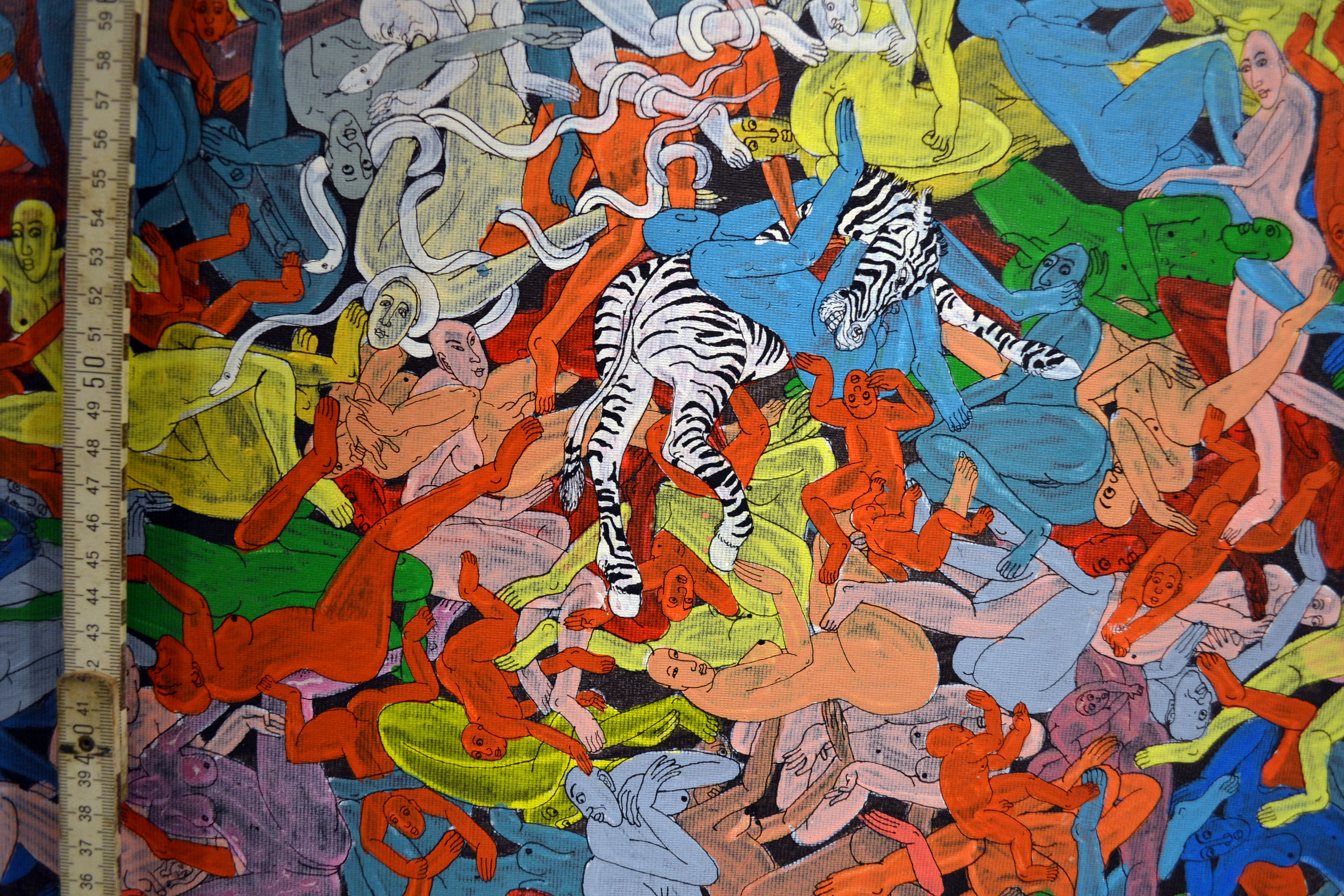
A detail
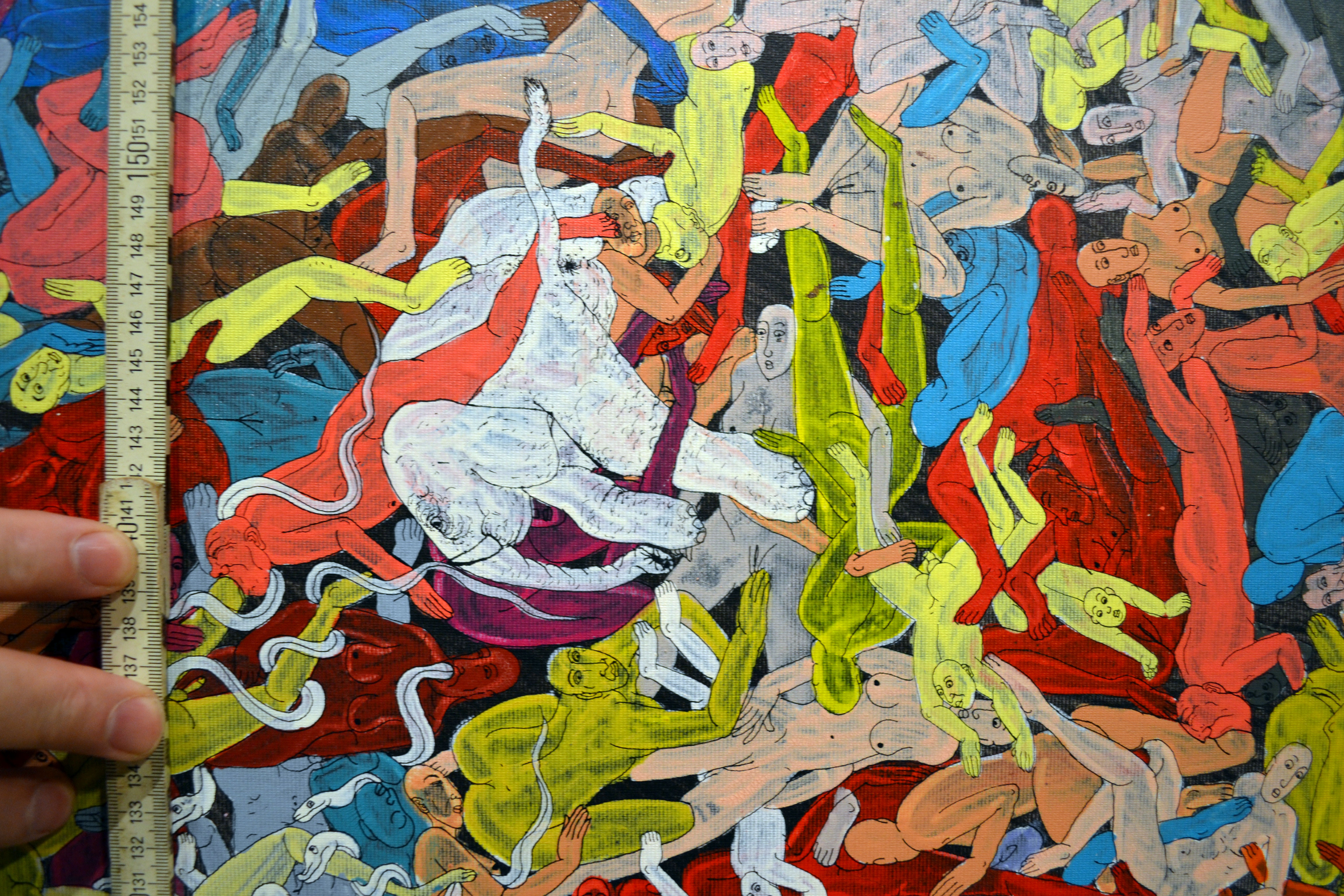
B detail
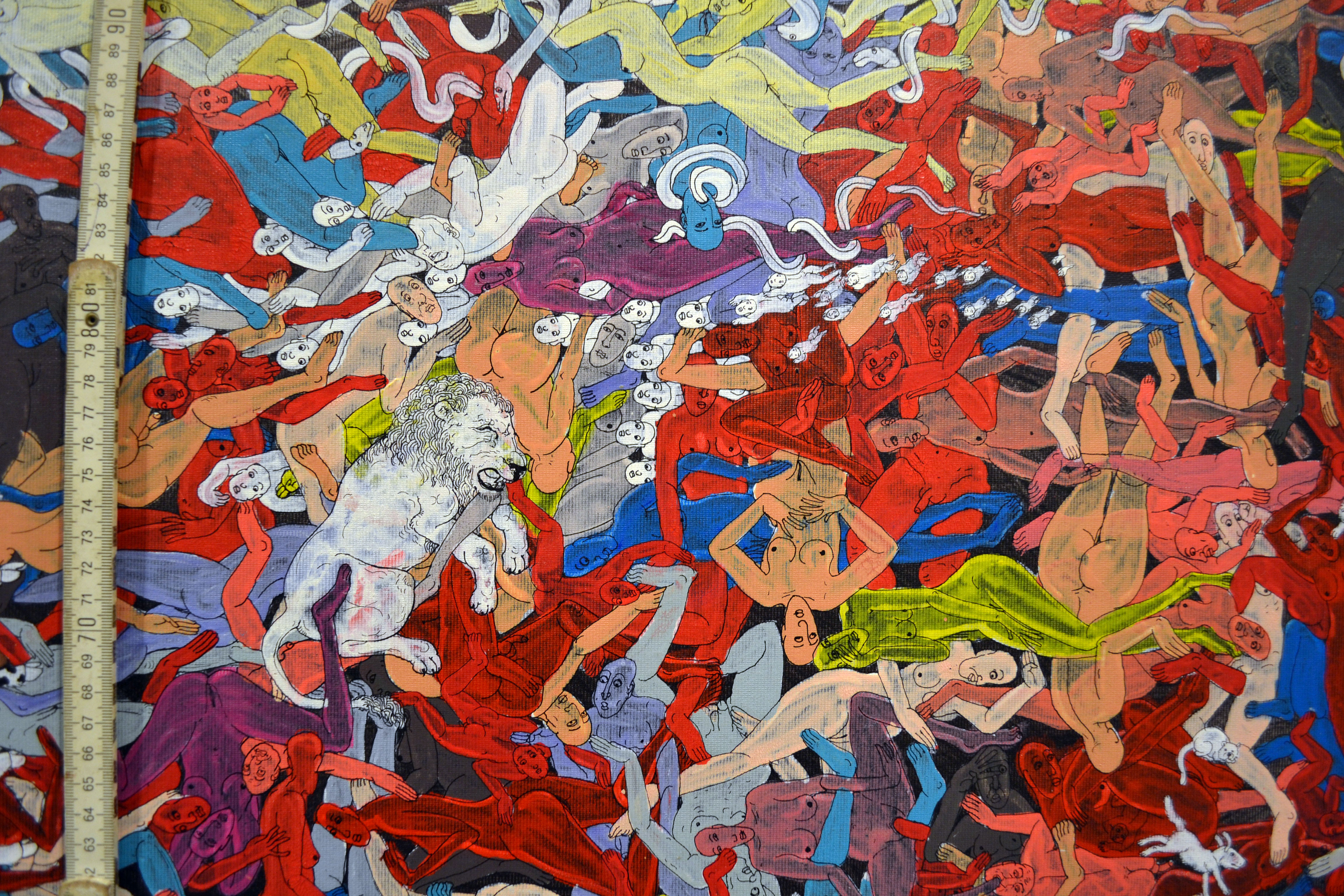
C detail
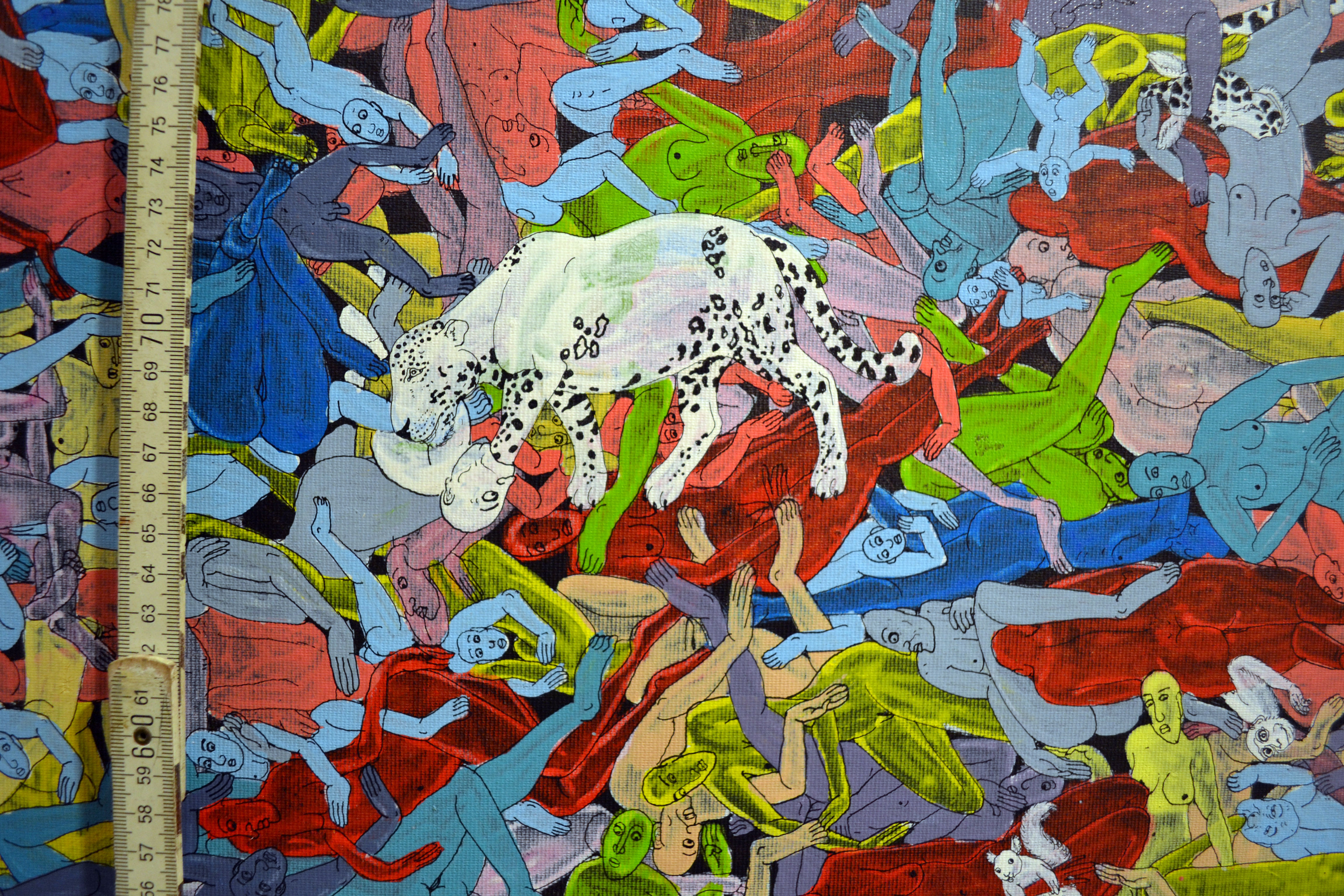
D detail
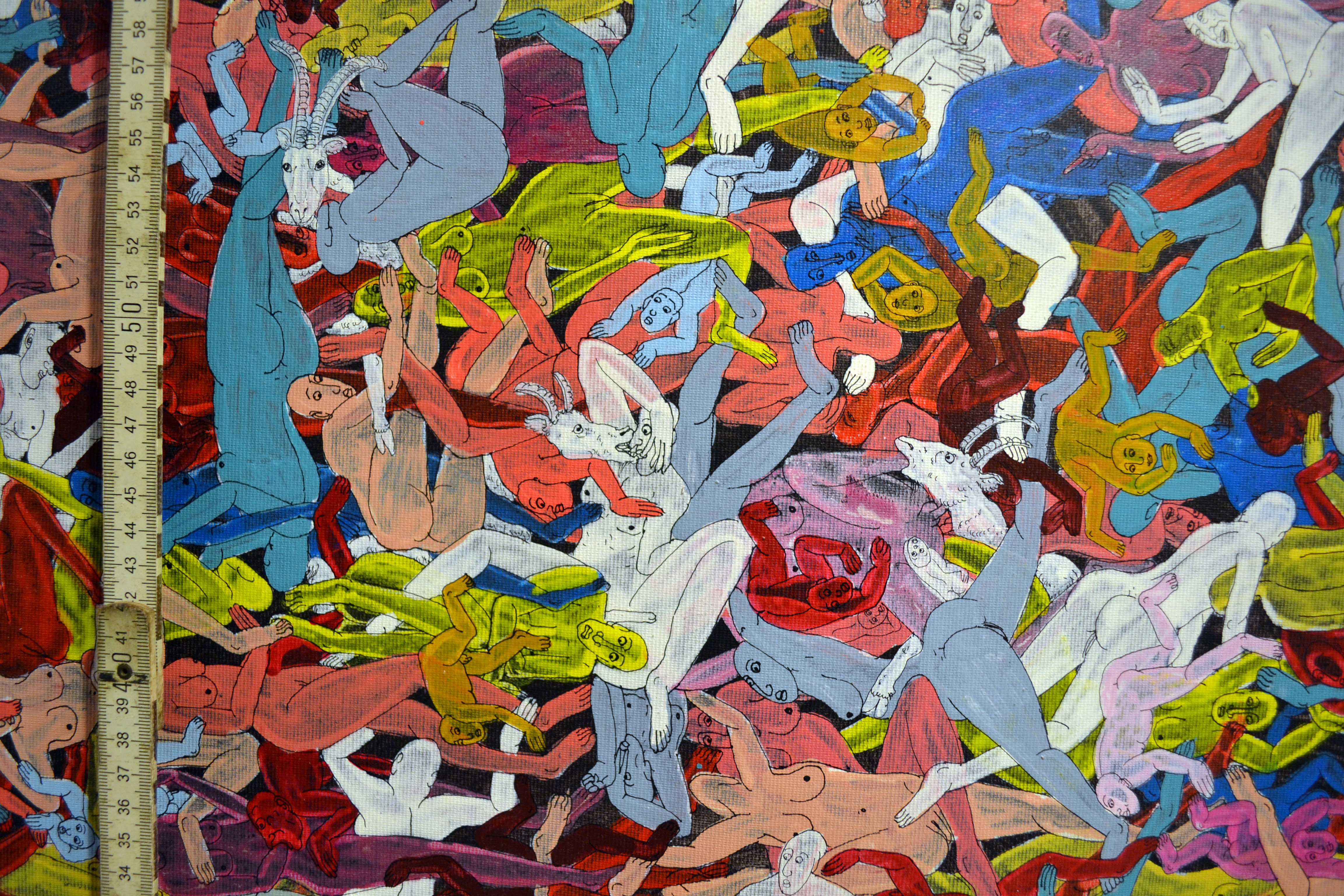
E detail

## Exposiciones individuales

### 1996
- "HOS YUS" exposición, Ulán Bator, Mongolia

### 2007
- "GODS" exposición, el museo Adelhauser, Friburgo de Brisgovia, Alemania
- "Mongolian pintura en miniatura" exposición, Mongolia Center, Friburgo de Brisgovia, Alemania
- "PINTURA MINIATURA" exposición, Deutsche Bank (Banco de Alemania), Berlín, Alemania
- "Paradise felt with my heart", exposición, Múnich, Alemania
- "OTGO IN ÖREBRO" exposición "Konstfrämjandet" galería, Örebro, Suecia

### 2009
- "OTGO IN THE PALACE" exposición, Örebro Palace, Örebro, Suecia
- "OTGO IN THE PALACE SEEHEIM" exposición, Seeheim Palace, Constanza, Alemania

### 2011
- "ROARING HOOFS" exposición, galería zurag, Berlín, Alemania
- "ROARING HOOFS" exposición, Bonn, Alemania
- "GODS" exposición, galería zurag, Berlín, Alemania
- "MONGOL AYAN – 1" exposición, Alsacia, Francia
- "MONGOL AYAN – 4" exposición, Fischer-Art estudio, Leipzig, Alemania

### 2012
- "HUN" exposición, galería zurag, Berlín, Alemania
- "KAMA SUTRA en miniatura" de exposición, galería zurag, Berlín, Alemania
- "OTGO art" exposición, Commerzbank, Puerta de Brandenburgo, Berlín, Alemania
- "OTGO art" exposición, TSAGAANDARIUM Art Gallery & Museum Ulán Bator, Mongolia
- "OTGO art" exposición, Red Ger Gallery, Banco Khan, Ulán Bator, Mongolia